# Acanthodes
Acanthodes (акантодес) је род изумрлих риба који припада класи бодљикавих ајкула (Acanthodii). Acanthodes су као и све бодљикаве ајкуле имале бодље, али мање величине у односу на друге. Имале су купно шест бодљи које су се налазиле на њиховим перајима. Врсте овога рода нису имале зубе у вилици, али су у шкргама имале ситне бодље које су подсећале на зубе. Због тога се сматра да су се храниле филтрационим начином исхране, филтрирајући планктон из воде. 
Као и остале бодљикаве ајкуле које су касније настале, Acanthodes су биле веће од својих предака. Неки представници ове групе су достизали величину до 2 m. Овај род је такође имао мање бодљи од својих предака. Бодље су се налазиле на њиховим парним, грудним перајима, као и на великом аналном перају. Постојало је само једно леђно, бодљикаво пераје, изнад аналног отвора, и пар вентралних пераја пругастог облика која су се простирала дуж трбуха и од којих је свако имало по једну бодљу. Тако су Acanthodes имале само 6 бодљи на својим перајима, док су нпр. њихови сродници из рода Climatius имали 15 бодљи.